# Пристанище Одеса
Пристанище Одеса е най-голямото морско пристанище в Украйна и сред най-големите пристанища на Черно море, намиращо се в град Одеса, Одеска област.
Открито е през 1794 година. То е държавна собственост, управлявана от администрацията на правителството за морски и речен флот чрез държавната компания „Одеско морско търговско пристанище“. Площта му е 141 хектара, разполага с 46 котвени стоянки и 52 кея. В него работят 3500 души към 2007 година, генерален мениджър е Микола Павлюк.
През 2007 година пристанището обслужва 31 368 000 тона товари, 523 881 контейнера и 4 млн. пътници. Годишният му капацитет е 40 млн. тона сухи и 25 млн. тона течни и насипни товари.
Пристанището има пряка връзка с железопътната мрежа на страната. Заедно с близките пристанища Черноморск (от 1958 година) и Южне (от 1973) пристанище Одеса е главен хъб за транспорт на товари и пътници в Украйна.

## Разположение
Пристанището е разположено на западния бряг на Одеския залив. Състои се от няколко отделни пристанища, разделени едно от друго от диги. Самото пристанище Одеса е защитено от откритото море от няколко дълги вълнолома.

## Терминали

### Терминал за транзитни стоки
Терминалът е открит на 13 май 2005 година. Има площ от 51 500 m². Разполага с 2 склада с обща площ 2363,8 m², които работят денонощно. Посредством рампи в складовете е осигурена възможност за едновременно товарене и разтоварване на 9 превозни средства.

### Терминал за нефт и природен газ
Терминалът за нефт и природен газ на пристанището е най-големият в Украйна. Разполага с 6 котвени стоянкки с общ капацитет 671 000 m³ и с 2 специални котвени стоянки за природен газ и резервоар за 6000 m³ на 3 km от пристанището. Терминалът разполага с възможност за обработка на 700 000 тона природен газ годишно.
Съоръжението има годишен капацитет от общо 25 500 000 тона:
- 15 300 000 тона нефт
- 6 200 000 тона бензин
- 2 500 000 тона дизел
- 800 000 тона газолин и пропилен
- 700 000 тона кондензиран природен газ

### Пътнически терминал
Пристанище Одеса разполага с един от най-големите пътнически пътнически терминали в черноморския басейн. Той обслужва около 4 млн. пътници през 2007 година и може да приеме едновременно 5 моторни кораба с обща дължина 1370 m. Дълбочината край кейовете е между 9,5 и 11,5 m, а оборудването на пристанището позволява акостирането на кораби с дължина до 300 m.

## Фото галерия
- Пристанище Одеса с огромното Потьомкинско стълбище в средата на ХІХ век.
- Пристанището, 1883 г.
- Пристанището, 1854 г.
- Пристанището, 1918 г.
- Пристанището през зимата, 2011 г.
- Кранове в пристанището, 2011 г.
- Терминалът за контейнери, 2011 г.
- Терминалът за пътници, 2015 г.